# Lomatium minimum
Lomatium minimum är en  växtart i släktet Lomatium och familjen flockblommiga växter. Den beskrevs först av Mildred Esther Mathias Cogswellia minima, och fick sitt nu gällande namn av Mildred Esther Mathias 1937.
Arten är en perenn ört som endast återfinns i centrala Utah.